# بيني ارين
بيني ارين (بالإنجليزية: Bennie Warren)‏ هو لاعب كرة قاعدة أمريكي، ولد في 2 مارس 1912 في إلك سيتي في الولايات المتحدة، وتوفي في 11 مايو 1994 في أوكلاهوما سيتي في الولايات المتحدة.

## وصلات خارجية
- بيني ارين على موقعبيزبول رفرنس.كوم (الدوري الرئيسي) (الإنجليزية)
- بيني ارين على موقعبيزبول رفرنس.كوم (الدوري الثانوي) (الإنجليزية)